# СМ ЭВМ
СМ ЭВМ («система малых» ЭВМ) — ряд (семейство) управляющих ЭВМ, созданных в конце 1970-х — начале 1980-х годов с участием разных стран, являвшихся членами СЭВ.

## История
В разработке участвовали более 30 институтов и предприятий: из Болгарии, Венгрии, ГДР, Кубы, Польши, Румынии и Чехословакии.
В 1974 г. решением Межправительственной комиссии по сотрудничеству социалистических стран в области вычислительной техники (МПК по ВТ) головной организацией был назначен Институт электронных управляющих машин (ИНЭУМ) при Министерстве приборостроения, средств автоматизации и систем управления СССР (Минприбор).  Главный конструктор — Б. Н. Наумов, с 1984 года — Н. Л. Прохоров.
В 1981 году ряд руководителей и разработчиков был удостоен Государственной премии СССР с формулировкой «за разработку и организацию серийного производства комплексов технических и программных средств СМ 3 и СМ 4 международной системы малых ЭВМ».

## Модели, характеристики и конфигурации серии СМ
Большинство моделей СМ ЭВМ было совместимо на уровне команд с DEC PDP-11, было частично совместимо с некоторыми системными решениями DEC, были полностью выполнены на советской элементной базе, некоторые модели могли исполнять, кроме нативного кода, также команды DEC VAX.
Основная модель, находившаяся в эксплуатации долгие годы, — СМ-4. Использовалось прикладное и системное ПО собственной разработки. Периферийные устройства и модули также разрабатывались и производились самостоятельно.

### Линия АСВТ
- Семейство СМ-1, СМ-2, СМ-1М, СМ-2М — 16-разрядные машины, продолжающие серию АСВТ-М ЭВМ (М-6000) — система команд совместима с Hewlett Packard HP-2000. Интерфейс «Сопряжение 2К». В качестве операционной системы применялась АСПО (Агрегатная система программного обеспечения), а также ДОС-РВ (в оригинале — HP-1000/RTE[англ.])
- СМ-1634 — двухпроцессорный управляющий комплекс, продолжение серии М-6000
- СМ-50/60 (СМ 1634) — комплекс измерения и регулирования ТВСО (терминал вычислительной связи с объектом), узел сбора данных, микропроцессорное исполнение
- СМ-1210 — продолжение серии АСВТ-М М-7000. Серийное производство — с 1984 года.
- ПС-1001 — дальнейшее развитие серии. Это управляющий вычислительный комплекс, предназначенный для использования в автоматизированных системах управления. Серийное производство — с 1988 года.

Разработка — НПО «Импульс» (Северодонецк) под руководством В. В. Резанова и В. М. Костелянского. Комплексы собирались на Орловском заводе управляющих вычислительных машин имени К. Н. Руднева и в самом Северодонецке. Всего было выпущено порядка 17 тысяч комплексов СМ-1, СМ-1М, СМ-2, СМ-2М и СМ-1210.

### Линия PDP-11
Наиболее развитой линией в семействе СМ ЭВМ был ряд машин, совместимых по системе команд и архитектуре с машинами PDP-11 фирмы DEC.
- СМ-3 — 16-разрядная, система команд DEC PDP-11, общая шина (ОШ СМ), процессор СМ-3П, производительность — 200 тыс. оп/с, ОЗУ — 56 Кб, в первых системах на ферритовых сердечниках. Является развитием машины М-400 серии АСВТ. Выпускалась с 1978 года, в том числе на Кубе.
- СМ-4 — 16-разрядная, система команд DEC PDP-11, включая EIS и FIS, общая шина (ОШ СМ), процессор СМ-4П, производительность — до 800 тыс. оп/с, полупроводниковое ОЗУ до 124 К слов, диспетчер памяти. Выпускалась с 1979 года в СССР, Болгарии, Венгрии.
- СМ-1300 — 16-разрядная микроЭВМ с интерфейсом ОШ, быстродействие — до 500 тыс. оп/с. Применялась в управляющих системах.
- СМ-1300.01 — модель с диспетчером памяти.
- СМ-1300.02 — модель с диспетчером памяти и кэш-памятью.
- СМ-1410 — программно совместима с машинами серии МИР, благодаря сопроцессору, интерпретирующему язык «Аналитик».
- СМ-1420[англ.] — управляющий вычислительный комплекс (УВК). ОШ. Производительность — 1 млн оп/с типа регистр-регистр, 300 тыс. оп/сек для расчетов чисел с фиксированной точкой. Комплекс строился на основе процессорного модуля СМ 2420 со встроенным ОЗУ на 128 К слов или процессора СМ 2420.01, который мог адресовать ОЗУ до 1920 К слов. Выпускалась с 1983 года, модель СМ-1420-1 — с 1985 г. УВК поставлялся в нескольких типовых комплектациях: СМ 1420.01.02 — общего назначения. СМ 1420.03.10 — многотерминальное исполнение, СМ 1420.04 — минимальное исполнение для управляющих систем, СМ 1420.21.22 — двухмашинные комплексы с улучшенной наработкой на отказ. Выпуск — НПО «Электронмаш»
- CM-1425 — 16-разрядная, шина — 22-разрядная МПИ. Процессор построен на основе микропроцессорного комплекта К1831 (функциональный аналог KDJ-11, микропроцессор J-11 фирмы DEC). Процессор и модули ввода-вывода выполнены в виде блоков (БЭ — блоки элементов), которые имеют размер Eurocard 220×233,4 мм. ЭВМ имеет напольное тумбовое исполнение, размер — 560×200×702 мм. Вес — 40 кг. Потребляемая мощность — 1000 ВА. Выпускалась с 1989 года. Выпуск — НПО «Электронмаш»
- СМ-1600 — двухпроцессорный комплекс, ведущий процессор — СМ 2620, совместим с СМ 1420 (СМ 2420), специализированный процессор (СМ 2104.0506) реализует систему команд АСВТ-М М-5000. Выпускался на литовском ПО «Сигма». Предназначался для решения плановых и бухгалтерских задач. Имел средства сопряжения с электронными бухгалтерскими машинами «Нева-501» и «Искра-555».
- СМ-1614
- СМ-1625

### Линия VAX
Разрабатывалась под руководством Н. Л. Прохорова.
- СМ-1700 — совместим по системе команд с VAX-11/730. 32-разрядная, ОШ, быстродействие — 3 млн оп/с, ОЗУ — до 5 МБ. Выпускалась на литовском ПО «Сигма» в 1987—90 гг., всего выпущено порядка 3000 шт.
- СМ-1702 — 32-разрядная, шина МПИ, быстродействие — 3 млн оп/с, ОЗУ — до 5 МБ. Выпускалась на НПО «Электронмаш» с 1989 г.
- СМ-1705 — совместим с VAX-11/785.

### Линия Intel
Разрабатывалась под руководством Н. Л. Прохорова при участии специалистов киевского НПО «Электронмаш». Имела модульную структуру с объединением модулей по шине И41 (ОСТ 25.969-83) — модифицированный Multibus.
- СМ-1800 — 8-разрядная на процессоре КР580ВМ80А (аналог Intel 8080). Шина — И41. Выпускалась с 1981 г. на заводах Минприбора в Киеве и Тбилиси.
  - СМ-1801 — Базовая ЭВМ, состоит из монтажного блока, модуля центрального процессора и модуля системного контроля (МСК, пульта). Является основой микроЭВМ в каркасном исполнении для встраивания в установки
  - СМ-1802 — Базовая ЭВМ, состоит из автономного компактного блока (АКБ), модуля центрального процессора (МЦП) и модуля системного контроля (МСК, пульта). Является основой для встроенных микроЭВМ.
  - СМ-1803 — базовая ЭВМ, аналогична по составу и назначению СМ-1802, но имеет стековое исполнение. Габаритный размер по высоте — 6U.
  - СМ-1804
- СМ-1810[3] — 16-разрядная на процессоре 1810ВМ86 (аналог Intel 8086). Выпуск с 1986 года.
- СМ-1814[3] — вариант СМ-1810 в промышленном исполнении.
- СМ-1820 — (Нивка) 32-разрядная, совместим с Intel 80386, 1990 г. ИНЭУМ — А. Н. Шкамарда, Н. Д. Кабанов, В. С. Кравченко, Э. М. Пройдаков, Г. Каневский, Н. Л. Прохоров и др. при участии специалистов Киевского ПТО «Электронмаш». Интерфейс И41.
- СМ-1820М — используются процессоры Intel — 1999, разработка ИНЭУМ, вычислительный комплекс для промышленного применения.[4]

## Программная среда серии СМ
СМ обладала большим разнообразием операционных систем, которые активно развивались и конкурировали друг с другом.
- ПЛОС, ПЛОС РВ — бездисковые операционные системы. ПЛОС-РВ использовалась в системах реального времени.
- ДОС СМ — однопользовательская однозадачная дисковая операционная система.
- ДИАМС — операционная система для поддержания многотерминального режима в операционной среде интерпретатора ДИАМС. Использовалась для создания и обслуживания иерархических баз данных. Не получила широкого распространения.
- ФОБОС, РАФОС[5], ФОДОС (аналоги RT-11) — поначалу однозадачная, но впоследствии была написана многопользовательская среда с разделенным захватом ресурсов (Times Sharing Executive) (называлась также TSX-PLUS), которая в поздних версиях допускала многозадачность. Изначально планировалась для задач реального времени и основой её стали ориентация на выполнение программ, но стала популярной для приложений общего типа. Поддерживала много языков программирования, в первую очередь Фортран, далее Ратфор (рационализированный Фортран), позже Паскаль и Си, Лисп и много других языков и программ.
- ОС РВ операционная система разделения времени или реального времени (аналог RSX-11) — исходно многозадачная операционная система (в оригинале Resource Sharing eXecutive Operating System), которую предполагалось использовать в многопользовательском режиме со многими терминалами.
- ДОС РВ — дисковая операционная система реального времени.
- ДОС РВР, ДОС КП — операционные системы, поддерживающие многотерминальный Бейсик с эмуляцией РАФОСа.
- ИНМОС, ДЕМОС — советские аналоги UNIX.
- БОС — Большая операционная система, аналог iRMX86. Использовалась на ЭВМ СМ-1820, СМ-1830, СМ-1840. Наиболее известная версия — БОС-1820.
- МДОС — Малая дисковая операционная система, аналог MS-DOS. Использовалась на ЭВМ серии СМ-1810, СМ-1820. Наиболее известная версия — МДОС-1820.
- RTE-II — Модифицированный вариант для М-6000 (в том числе для «старого» процессора), М-7000 и СМ-1.
- NTS — Многопользовательская операционная система, совместимая с RT-11 (TS) и разработанная усилиями двух программистов из г. Москвы в середине 1980-х годов. Название является аббревиатурой слов «New Time Share».

## Применение
Нашла широкое применение как в хозяйственной деятельности, так и в промышленности. СМ-1 использовались в устройствах сопряжения различных тренажеров Центра подготовки космонавтов.